# الإدارة العامة للصحة العسكرية
هي إدارة تتبع وزارة الدفاع الوطني بتونس تتولى الاشراف على القطاع الصحي التابع للقوات المسلحة . احدثت سنة 1956 ويقع مقرها بباب سعدون , تونس العاصمة

## المهام
الإشراف على المؤسسات الصحية العسكرية وتنسيق أنشطتها ومراقبتها وتقييمها.
الإسهام في المحافظة على الصحة الأساسية لأفراد القوات المسلحة وتوفير الإسناد الصحي لمستحقي العلاج من عسكريين ومدنيين في مجالات الطب الوقائي والتشخيص والعلاج والخدمات الاستشفائية والاختبارات الطبية.
السهر على نشر التثقيف الصحي داخل الوسط العسكري.
متابعة الوضع البيئي والعمل على حمايته داخل الوحدات العسكرية.
الإشراف على الطب البيطري داخل المنشآت العسكرية.
المتابعة الوبائية للأمراض داخل القوات المسلحة ودراسة البرامج الوقائية المتعلقة بها وإرساؤها ومتابعتها وذلك بالتكامل والتنسيق مع المصالح المختصة التابعة لوزارة الصحة العمومية.
الإشراف على تحليل المواد الغذائية بالمخابر.
اعتماد التدابير التنظيمية لتوفير الإسناد الصحي للوحدات التابعة للجيوش الثلاثة والإدارات والمصالح المشتركة، طبقا لخصوصياتها.
إعداد مخططات التدخل الطبي خلال الكوارث والعمليات العسكرية وأخذ التدابير اللازمة لتطبيقها.
تدريب الأفراد والوحدات الصحية الميدانية في مجال الإسناد الصحي للجيوش خلال الكوارث والعمليات العسكرية.
إعداد البرامج المتعلقة باقتناء التجهيزات الطبية والمواد الصيدلانية وتوفير الإمدادات الصحية داخل القوات المسلحة والسهر على صيانة المعدات الطبية.
التصرف في الأفراد التابعين للإدارة العامة للصحة العسكرية.
السهر على تكوين الأفراد في الاختصاصات الطبية وشبه الطبية بما في ذلك برامج التكوين المستمر وتنظيم التظاهرات العلمية والمؤتمرات الطبية العسكرية.
النهوض بالبحث العلمي داخل المؤسسات الصحية العسكرية والسهر على التكوين الجامعي.
إعداد الميزانية وتنفيذها ومتابعة ميزانيات المؤسسات الصحية العسكرية.
تطبيق النصوص القانونية المتعلقة بمنظومة العلاج.

## المؤسسات الصحية التي تخضع لاشرافها
المستشفى العسكري الأصلي للتعليم بتونس
المستشفى العسكري بقابس
المستشفى العسكري ببنزرت
المركز العسكري لنقل الدم
مركز الاختبارات الطبية للملاحة الجوية
مدرسة الصحّة العسكريّة